# Sigma Cygni
Sigma Cygni (σ Cygni, förkortat Sigma Cyg, σ Cyg)  som är stjärnans Bayerbeteckning, är en ensam stjärna belägen i den östra delen av stjärnbilden Svanen (stjärnbild). Den har en skenbar magnitud på 4,23 och är synlig för blotta ögat där ljusföroreningar ej förekommer. Baserat på parallaxmätning inom Hipparcosuppdraget på ca 1,1 mas, beräknas den befinna sig på ett avstånd på ca 3 300 ljusår (ca 1 000 parsek) från solen. På grund av dess plats i Vintergatans galaktiska skiva är Sigma Cygni skymd av interstellärt stoft och rödförskjuten med omkring 0,2 magnituder och förlorar ca 0,6 magnituder på de visuella våglängderna. 

## Egenskaper
Sigma Cygni är en blå, ljusstark superjättestjärna av spektralklass B9 Iab. Den har en massa som är ca 15 gånger större än solens massa, en radie som är ca 54 gånger större än solens och utsänder från dess fotosfär ca 52 500 gånger mera energi än solen vid en effektiv temperatur på ca 10 800 K.
Spektralanalys av stjärnans spektrum har visat att de fotosfäriska linjerna för SiII och HeI- har en samtidig periodisk variabilitet. Periodiciteten beräknades till 1,59 timmar i alla tre linjerna och det kan vara resultatet av stjärnoscillationer. Ingen klar variation i ljusstyrkan har observerats.